# Wójtostwo (Słopnice)
Wójtostwo – część wsi Słopnice w Polsce, położona w województwie małopolskim, w powiecie limanowskim, w gminie Słopnice.
W latach 1975–1998 Wójtostwo administracyjnie należało do województwa nowosądeckiego.